# السياسة الخارجية (مجلة)
تُعتبر مجلة بوليتيك إترانجير (Politique étrangère) أقدم مجلة فرنسية مخصصة لدراسة العلاقات الدولية، وقد أسّسها مركز دراسات السياسة الخارجية في العام 1936. واستمرّ في تحريرها ونشرها المعهد الفرنسي للعلاقات الدولية لدى تأسيسه في العام 1979.
وبما أنها منفتحة على النقاشات العالمية، تُعدّ الناشر الأول للتحليلات الفرنسية الموجهة إلى الخارج.
وتخصّص المجلة حيزاً كبيراً لوقائع المنشورات الفرنسية والأجنبية في مجال العلاقات الدولية.
ونذكر من الكتاب الذين صدرت لهم مقالات في مجلة بوليتيك إترانجير ريمون آرون، وأندريه بوفر، وجاك بيرك، وهنري كيسنجر، وكلود ليفي ستروس، ولويس ماسينيون، وحتّى جان بول سارتر.

## فريق التحرير
- •	مدير النشر: تييري دو مونبريال
- •	رئيس التحرير: دومينيك دافيد
- •	مساعد رئيس التحرير: مارك هيكر
- •	لجنة الصياغة: دونيس بوشار، برنار كاز، إيتيين دو دوران، توماس غومار، جوليون هوورث، إيثان كابشتاين، جان كلين، جاك ميسترال، خديجة محسن فنان، دومينيك مويسي، فيليب مورو ديفارج، إيليان موسيه، فرانسواز نيكولا، فاليري نيكي، هان
- •	اللجنة العلمية: تييري دو مونبريال، إيلين كارير دانكوس، جان كلود كازانوفا، دومينيك شوفالييه، جيرار كوناك، جان لوك دوميناك، جان ماري غيينو، فرانسوا هيزبور، جاك لوزورن، جان بيار ريو، بيار روزانفالون، أوليفييه روي، جاك روبنيك، جورج هنري سوتو، موريس فايس، ألان فرنيه

## المقالات ذات الصلة
- •	المعهد الفرنسي للعلاقات الدولية
- •	تييري دو مونبريال
- •	دومينيك دافيد

## روابط خارجية
- •	بوليتيك إترانجير - المدونة الرسمية لمجلة بوليتيك إترانجير

•	بوليتيك إترانجير في بوابة كايرن.إنفو
بوليتيك إترانجير في بوابة Persée.fr